# Voestalpine
Фестальпіне (нім. voestalpine) — австрійська металургійна компанія, що володіє підприємствами чорної металургії та кольорової металургії. Компанії належать металургійний комбінат у Лінці й завод Донавіц. Окрім виробництва металургійної продукції компанія займається будівництвом металургійних заводів, нею було побудовано, зокрема, за СРСР Білоруський металургійний завод.
За даними самої компанії «voestalpine», вона об'єднує в собі близько 500 компаній та виобничих майданчиків у більш як 50 країнах на всіх п'яти континентах. Акції компанії розміщені на Віденській фондовій біржі з 1995 року. У 2019—2020 роках компанія отримала дохід у розмірі 12,7 млрд євро, операційний результат (EBITDA) — 1,2 млрд євро; вона мала близько 49 000 співробітників у всьому світі.